# 座頭市二段斬り
『座頭市二段斬り』（ざとういちにだんきり）は、1965年の日本映画。勝新太郎の代表作、座頭市シリーズの第10作。

## あらすじ
旅の途中で按摩業の師が住む町に立ち寄った市だったが、師は何者かに殺され、その娘は女郎屋に拘束されていた。しかも町では欲深い郡代と悪辣なヤクザが結託して民百姓を苦しめていた。市の怒りの居合い抜きが炸裂する。

## スタッフ
- 原作：子母沢寛
- 脚本：犬塚稔
- 監督：井上昭
- 撮影：森田富士郎
- 録音：海原幸夫
- 照明：美間博
- 美術：西岡善信
- 音楽：伊福部昭
- 編集：山田弘
- 装置：吉見光男
- 擬斗：楠本栄一
- 音響効果：倉嶋暢
- 助監督：中西忠三
- 製作主任：小沢宏

## 出演
- 座頭市：勝新太郎
- お小夜：坪内ミキ子
- 鼬の伝六：三木のり平
- 門倉小平太：加藤武
- 磯田幸右衛門：春本富士夫
- お鹿：倉田マユミ
- お鶴：小林幸子
- 丑松：平参平
- 錣山の代貸：伊達三郎
- 錣山の辰五郎：沢村宗之助
- 比企作兵衛：藤山浩二
- 弥作：寺島雄作
- 彦の市：嵐三右衛門
- 大館甚吾：木村玄
- ：堀北幸夫
- 山野甲蔵：西岡弘善
- ：千石泰三
- ：森田健二
- ：森内一夫
- ：藤春保
- ：三木本賀代
- ：滝のぼる